# Élections municipales tchadiennes de 2012
Les élections municipales tchadiennes, les premières de l’histoire du pays, sont organisées le 22 janvier 2012 dans 42 circonscriptions électorales représentant 42 communes tchadiennes. Les résultats provisoires sont proclamés par la CENI (Commission électorale nationale indépendante) le 6 février 2012. La cour suprême proclame les résultats définitifs le 22 février 2012, conformément à la loi électorale.     

## Contexte
Elles se déroulent après les élections législatives et présidentielle de février et avril 2011. 
En 2012, le pays compte 250 communes, dont 61 chefs lieux de départements et 10 arrondissements municipaux de la ville de Ndjaména. Pour tenir compte des capacités d’organisation, sont retenues les chefs-lieux d’au moins 20 000 habitants et certains chefs-lieux de régions spécifiques de faible population, ainsi que les 10 arrondissements de Ndjaména. La liste de 42 circonscriptions électorales est arrêtée le 22 septembre 2011.

## Mandats
Les conseillers locaux sont élus pour un mandat de six ans conformément à l'article 205 de la constitution.

## Liste des circonscriptions
Abéché, Amdjarass, Am Timan, Ati, Bardai, Bebedjia, Biltine, Bitkine, Bol, Bongor, Doba, Fada, Faya, Fianga, Goré, Goz Beida, Gounougaya, Iriba, Kélo, Koumra, Laï, Léré, Mao, Massakory, Massenya, Mongo, Moundou, Moussoro, Oum Hadjer, Pala, Sarh et les 10 arrondissements de Ndjaména.

## Résultats
Laï, Kélo, Pala, Ati, Gounougaya, Sarh, Koumra, Léré, Mongo, Oum-Hadjer, Am-Timan et Doba reviennent à l’Alliance Renaissance.
Faya, Bardaï, Amdjaras, Goz-beïda, Mao, Bol, Biltine, Fada, Iriba, Massakory, Moussoro reviennent également au MPS et ses alliés.
Deux villes du sud reviennent à l’opposition : Moundou à l’Alliance du cheval et Bébédjia au parti fédéraliste.